# تراشه برگردان

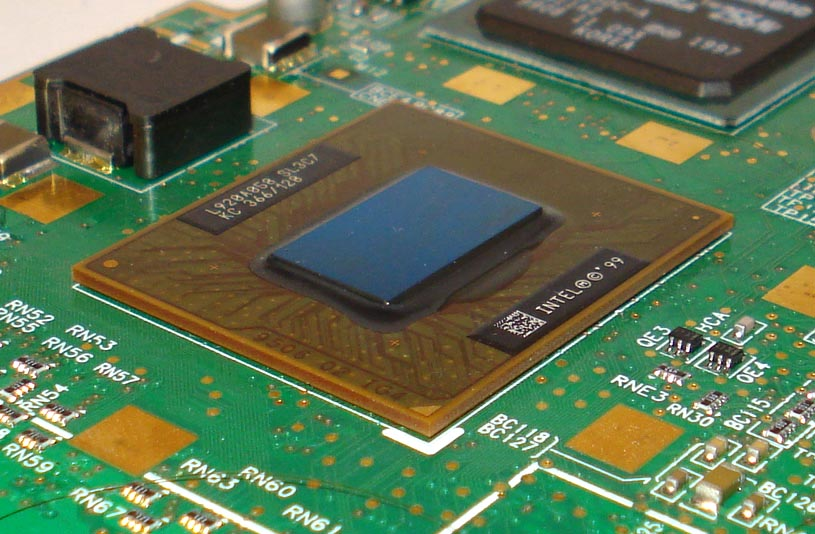
سلرون تلفن‌همراه اینتل در یک بسته BGA (FCBGA-479)؛ دای سیلیکون آبی تیره به نظر می‌رسد

طرف زیرین دای از یک بسته تراشه برگردان

تراشه برگردان، همچنین به عنوان اتصال تراشه فروکشی کنترل‌شده یا مخفف آن، C4، روشی برای اتصال دای‌ها مانند ادوات نیم‌رسانا، تراشه‌های IC، قطعات غیرفعال یکپارچه و سامانه‌های ریزوالکترومکانیکی (MEMS)، به مدارات بیرونی با برامدگی‌های لحیم که روی پدهای تراشه رسوب کرده‌اند. این تکنیک توسط دپارتمان الکترونیک نظامی سبک جنرال الکتریک ، یوتیکا، نیویورک توسعه داده شده‌است. برجستگی‌های لحیم کاری در مرحله نهایی پردازش ویفر بر روی پدهای تراشه در قسمت بالای ویفر قرار می‌گیرد. به منظور اتصال تراشه به مدارات بیرونی (به عنوان مثال، یک برد مدار یا یک تراشه یا ویفر دیگر)، آن به گونه‌ای برگردان‌شده که قسمت بالایی آن رو به پایین باشد، و به طوری که پدهای همراستای آن با پدهای مطابق در مدار بیرونی همراستا شده‌اند، و سپس لحیم کاری فروکشی می‌شود تا میان‌هابند کامل شود. این برخلاف بندزنی سیمی است، که در آن تراشه به‌طور مستقیم نصب می‌شود و سیم‌های ریز روی پدهای تراشه و اتصالات قاب پایه جوش داده می‌شوند تا پدهای تراشه را به مدارات بیرونی میان‌هابند کنند.

## مراحل فرایند
1. مدارهای مجتمع روی ویفر ایجاد می‌شود.
2. پدها روی سطح تراشه‌ها متالایزه می‌شوند.
3. یک توپی لحیم روی هر یک از پدها قرار می‌گیرد، در فرآیندی به نام پُلُغ‌زدن ویفر
4. تراشه‌ها بریده می‌شوند.
5. تراشه‌ها به گونه ای برگردانده می‌شوند و قرار می‌گیرند که توپی‌های لحیم رو به اتصال‌دهنده‌های مدار خارجی باشند.
6. سپس توپی‌های لحیم ذوب می‌شوند (معمولاً با استفاده از جریان هوای گرم).
7. تراشه نصب‌شده با استفاده از یک چسب عایق‌بندی-الکتریکی (مویرگی، در اینجا نشان داده شده) «زیرپُر» می‌شود.[۴][۵][۶][۷]
